# Revospiron
Revospiron (Bay Vq 7813) je azapironski lek koji je patentiran kao veterinarsko sredstvo za smirenje, ali nije dospeo na tržište. On deluje kao selektivni parcijalni agonist  receptor. Slično drugim azapironima kao što je buspiron, revospiron proizvodi 1-(2-pirimidinil)piperazin (1-PP) kao aktivni metabolit. Rezultat toga je da on takođe u izvesnoj meri deluje kao antagonist α2-adrenergičkog receptora.

## Literatura
- F.. Macdonald (1997). Dictionary of Pharmacological Agents. CRC Press. стр. 1744. ISBN 978-0-412-46630-4. Приступљено 13. 5. 2012.

## See also
- Azapiron